# 커맨드 앤 컨커 3: 케인의 분노
《커맨드 앤 컨커 3: 케인의 분노》(Command & Conquer 3: Kane's Wrath)는 윈도우용으로 출시된 실시간 전략 게임이다. 커맨드 앤 컨커 3: 타이베리움 워 이후에 출시된 확장팩으로 각 진영에 추가된 유닛이나 기술이 있으나 캠페인 모드는 노드군으로만 진행할 수 있다. 또한 각 진영에서 나뉜 하위 진영들과 세계 정복 모드가 특징이다. 엑스박스 360용은 6월 24일에 출시되었다.

## 게임 방식

### 캠페인 모드
크게 세 부분으로 나뉘는 스토리로 진행된다. 제2차 타이베리움 전쟁(타이베리안 선) 직후, 제3차 타이베리움 전쟁(커맨드 앤 컨커 3: 타이베리움 워) 당시, 그리고 그 이후의 줄거리들을 각각 다루고 있다. 캠페인은 총 13개의 미션으로 이루어져 있으며, 미션 진행 과정에서 타이베리안 선과 타이베리움 워 사이의 스토리에 빠져 있던 부분들 및 타이베리움 워 전쟁 당시의 뒷배경, 그리고 3차 타이베리움 전쟁 이후의 이야기들이 조금씩 밝혀지게 된다. 플레이어는 노드 형제단의 인공지능 '리전' (Legion)의 입장에서 노드 형제단을 지휘하여 게임을 진행해 나가게 된다.

### 세계 정복 모드
케인의 분노에서 새롭게 추가된 게임 모드이다. 전 세계를 배경으로 전략 모드에서는 턴제 전략 게임 방식으로, 전술 모드에서는 실시간 전략 게임 방식으로 진행되며, 지구 방위 기구, 노드 형제단, 스크린 중 한 진영을 선택하여 전 세계를 정복하면 승리한다. 플레이어는 매 턴마다 명령을 내릴 수 있고 턴을 종료하면 플레이어가 내린 명령이 실행된다.
각 지역에 기지를 건설하고 해당 지역을 침식하는 타이베리움을 채취할 수 있으며, 이를 통해 자금이 모이면 각 기지를 업그레이드하거나 기지에서 병력을 생산할 수 있다. 생산한 병력으로 부대를 편성한 후 부대를 움직여 교전을 벌이거나 기지를 공격하는 등의 명령을 내릴 수 있다. 전투가 벌어질 때 자동전투를 선택하면 전투 시뮬레이션을 수행한 후 결과만을 보여주게 되고, 직접 전투하기를 선택하면 전술 모드로 들어가 기존의 C&C 인터페이스에서 유닛들을 지휘해 컴퓨터와 교전을 벌이게 된다. MCV를 부대 편성에 포함시키면, 전장에서 컨스트럭션 야드 및 각종 건물들을 건설하고 유닛들을 생산할 수 있다. 하지만 전술 모드에서 생산한 유닛들은 이후의 부대 편성에 포함되지 않는다.

### 에픽 유닛
에픽 유닛은 각 진영을 대표하는 매우 강력한 유닛으로, 한 게임에서 1기만을 운용할 수 있다. 각 진영의 에픽 유닛에는 보병을 탑승시켜 유닛의 능력을 확장할 수 있다. 하지만 한번 탑승시킨 유닛은 다시 꺼낼 수 없다. 에픽 유닛을 생산하기 위해서는 특별한 건물을 지어야 하며 이 건물은 에픽 유닛의 생산 이외에는 보통의 군수공장과 동일하게 사용할 수 있다. 에픽 유닛을 한 대 생산하면 추가 생산은 불가능하며, 만약 에픽 유닛이 파괴될 경우 해당 건물에서 다시 생산하는 것은 가능하다.
- 지구 방위 기구: M.A.R.V.(Mammoth Armed Reclamation Vehicle)

매머드급 무장 재건 차량으로 삼연장 주포를 장착한 거대한 전차의 모습을 하고 있으며, 보병을 최대 넷까지 태울 수 있다. 가장 큰 특징은 타이베리움이 자라 있는 필드를 지나가면, 해당 위치에 있는 타이베리움을 즉시 쓸어담아 자금으로 환산하는 기능으로, 이 기능 때문에 팬들 사이에서는 마베스터라고 불리기도 한다. 단, 자금 축적량이 최대치에 달해 추가적인 타이베리움 사일로를 필요로 하는 상황에서는 타이베리움만 사라지고 자금은 축적되지 않는다. 또한 패치 이후에 타이베리움 가격의 1/3만을 자금으로 환산하도록 바뀌었다.
- 노드 형제단: 리디머 (Redeemer)

보병 유닛을 둘까지 태울 수 있다. 자체의 화력이 강한 편이다. 또한 분노 생성기로 적이 자군끼리 공격하게 할 수 있어 전술적인 용도도 있다.
- 스크린: 이레디케이터 헥사포드 (Eradicator Hexapod)

보병 유닛을 셋 태울 수 있다. 또한 적의 유닛이나 건물을 파괴하면 소량이지만 자금을 얻을 수 있다. 또한 마스터마인드나 프로디지를 태우면 순간이동도 가능하다.

## 줄거리
플레이어는 노드 형제단의 인공지능 '리전'으로써 스토리에 참여한다.
2차 타이베리움 전쟁이 케인의 사망과 함께 종결된 이후, 노드 형제단의 세력은 분열되어 와해되고 있었다. 호주에서 잠들어있던 리전을 부활한 케인이 기동시키면서 스토리가 시작된다. 리전은 병력을 지휘하여 리오 지방에서 일어난 반란을 진압하고, 라디오 방송국을 장악하여 반란 세력에게 케인의 부활을 알리게 된다. 또한 GDI에 의해 탈취되었던 노드의 은폐 기술을 회수하고, 액화 타이베리움 기술 연구소를 파괴하여 GDI에게 기술이 넘어가는 것을 방해한다.
그러나 케인은 자신이 세력을 모으기 전에 GDI에게 자신의 부활이 알려지기를 원하지 않았고, 그는 전면에 나설 꼭두각시로서 노드 형제단의 통합을 대행할 자로서 과거 노드의 블랙 핸드의 수장이었던 마르시온을 이용하기로 한다. 마르시온은 2차 타이베리움 전쟁에서의 패배와 함께 가장 먼저 노드 형제단을 배반하였으나, 그의 정치적인 능력과 금욕적인 생활로 많은 추종자를 거느리고 강력한 세력을 구축하여 새로운 블랙 핸드를 조직하였다. 이후에 밝혀지는 바에 따르면 마르시온의 배반에는 GDI가 개입되어 있었으며, GDI는 노드 형제단의 광신도로 가장한 스파이를 이용해 그의 배반을 유도하고, 케인 사후 노드의 핵심 멤버이던 슬라빅의 제거를 주도하였다. 리전은 마르시온의 세력을 제압하고, 포로로 붙잡힌 채 케인과 대면하여 그의 생존을 확인한 마르시온은 케인에게 다시 충성을 맹세한다.
그 후 케인은 리전을 끄며, 리전이 다시 기동되었을 때에는 이미 3차 전쟁 시대(타이베리움 워의 시기)로 전환된 후이다. 이때 플레이어는 본편에서 비밀이었던 "킬리안 카타르"의 노드 본진, 템플 프라임 강습에 관여한다.(알렉사가 킬리안 카타르로 위장하여 신전을 공격한다.) 그 후 타시터스를 회복하기 전에 알렉사가 리전에 컴퓨터 바이러스를 감염시키려하나 부활한 케인에 의해서 그녀의 행동은 저지된다.
그 후 케인은 리전에게 노드를 지지하는 도시를 스크린의 지배에서 해방하라 명한다. 리전은 카발에 의해서 만들어져 지금까지 봉인되어 있었던 사이보그 부대인 '케인의 성흔'을 깨우게 되며, 노드의 3부 세력 전체가 타시터스 회복을 위해 지구 방위 기관의 기지를 급습한다. 케인은 끝에 리전을 타시터스에 연결하며, 이야기는 원본과 비슷하게 중간에서 끝난다.

## 추가 진영
커맨드 앤 컨커: 제너럴과 유사하게, 각 세 개의 진영 아래 두 개씩의 하위 진영이 추가되었다. 기본 진영 3개와 하위 진영 6개를 합쳐서 총 9개의 진영을 선택할 수 있게 되었으며, 진영마다 구분되는 특징을 갖고 있으며 고유의 유닛 혹은 운용할 수 없는 유닛이 정해져 있다. 지구 방위 기구의 하위 진영으로는 스틸 탤런과 ZOCOM이, 노드 형제단의 하위 진영으로는 블랙 핸드와 마크 오브 케인이, 스크린의 하위 진영으로는 리퍼-17과 트래블러-59가 추가되었다. 각 하위 진영들은 해당 진영에서 운용되는 예하 부대라는 설정을 가지고 있다.

#### 지구 방위 기구 (GDI)

##### 스틸 탤런 (Steel Talon)
전작인 타이베리안 선의 유닛을 계승한 유닛인 울버린과 타이탄 등을 운용할 수 있다는 점이 특징이다. 팬들 사이에서는 강철 발톱단이라는 번역된 이름으로 불리기도 하며, 타이베리안 선 시절부터 활동하던 부대로 그 시기 유닛들을 사용할 수 있다는 설정을 가지고 있다. 타이베리움 워 GDI 군대의 궤도 전차 유닛들 대신 타이베리안 선 시절의 이족 보행 병기들을 운용한다. 화력에 집중한 기계화 군대에 가까운 컨셉으로, 울버린과 타이탄은 반응장갑을 장비하여 방어력을 높일 수 있으며, 공격 능력이 없던 엔지니어에게 간단한 무장을 갖추게 해주었으며, 보병을 탑승시킬 수 있는 중장갑 하베스터를 활용할 수 있다. 또한 저거넛의 개량형 유닛인 베히모스를 운용하며, 여기에도 보병 유닛을 태워 공격시킬 수 있다. 또한 APC (장갑 보병 수송차)는 자체 공격능력 대신 수리 드론을 갖고 있으며, 마찬가지로 보병을 태울 수 있고, 지뢰 배치도 가능하다. 단, 구 시절 유닛들을 운용한다는 설정 때문에 음파 기술 등 GDI의 최신 기술이 적용된 유닛들은 사용할 수 없다.

##### ZOCOM (Zone Operations COMmand)
타이베리움 환경에 적응한 부대이다. 보병들은 타이베리움에 강화된 무장을 갖추었고, 차량 및 항공기들은 각종 최신 무기와 장갑으로 무장하였다. 레드 존에서 적극적으로 활동하며 고도화된 기술을 응용하는 부대라는 컨셉을 가지고 있다. 보병들은 타이베리움 저항 합성장갑 업그레이드를 통해 타이베리움에 강화된 무장을 부여할 수 있으며, 음파 방사 무기를 장착한 광역 파쇄기 등의 유닛을 운용할 수 있다. 또한 존 트루퍼는 음파 폭탄과 대공 로켓을 사용하는 존 레이더(광역 강습병)로 대체되며, 오르카 공격기 역시 음파 폭탄으로 무장하였고, 공중 유닛에 세라믹 장갑 업그레이드를 달아줄 수 있다. 단 매머드 탱크 및 프레데터 탱크의 레일 건 업그레이드가 불가능하다.

#### 추가된 유닛
- 슬링샷: 대공 유닛. 대지 공격이 불가능하므로 대지상 유닛과 함께 운용하는 것이 좋다.
- 파쇄기: 음파 방사기의 유닛화라고 생각하면 된다. 여러 대가 모일수록 강력하며 화력을 한꺼번에 쏟아부어 공격할 수도 있다 (ZOCOM이면). 단 그 후는 오버차지 상태가 되어 움직일 수 없게 된다.
- 해머헤드: 탄약 보충을 할 필요가 없는 새로운 공중 유닛이다. 보병에 강하며 보병 유닛을 태움으로서 운용이 가능하다. 대공 공격에 약하다.

#### 노드 형제단 (NOD)

##### 블랙 핸드
타이베리움 워에 존재했던 노드 진영의 유닛과도 같은 이름과 강력한 대지 화력이 특징이다. 이름에서 느낄 수 있듯이 블랙 핸드 계열의 화염방사로 공격을 하는 유닛들 (블랙 핸드, 화염 전차)이 특별히 강하다. 기본적으로 한 단계씩 계급이 올라 있으며 '정화의 불길'이라는 네이팜 업그레이드로 화력을 강화할 수 있다. 기본 보명은 민병대 대신 민병대나 로켓 보병들 사이에 추가되던 컨페서가 기본이 되며 보병 계열에 블랙 핸드 병사 한 명씩이 추가된다. 아바타는 퓨리파이어로 대체되며, 아바타처럼 자군의 유닛을 통한 업그레이드가 불가능하다. 대신 아바타 기본의 무장에 화염방사 장비가 있으며, '정화의 불길' 업그레이드가 가능하다. 그리고 공중 유닛을 운용할 수 없다. 또 코만도 두 명을 훈련시킬수 있으며 생산 시, 영웅적 고참병 등급으로 나온다. 은폐 전차는 맨티스로 대체되며 맨티스는 GDI의 슬링샷처럼 대공 공격만 할 수 있다.

##### 마크 오브 케인
이 진영은 카발의 사이보그 군단의 잔당이었다. 은폐 전술을 사용하며 타이베리움 무기가 번재하다. 기본 보병은 민병대 대신에 각성자(Awakened)로 대체되며, 이 병사는 기관총과 전자파장포 (EMP)로 무장해있다. 그리고 구원자(Enlightened)는 과충전 입자 광선과 각성자보다 더 강력한 전자파장포로 무장돼 있다. 또한 새버터 및 타이베리움 돌격대와 함께 생공학적 다리로 이동 속도를 증폭할 수 있다. 타이베리움 돌격대는 블랙 핸드의 대체 유닛이며 능력과 용도도 비슷하다. 또한 사이보그 군사들은 제압에 면역을 보유하고 있다. 항공기 중에는 베놈이 과충전 입자포의 영향을 받고, 지뢰도 투하할 수 있다. 균형잡힌 진영이지만, 사이보그 군단의 값이 비싸다는 단점이 있다. (예를 들어 각성자 한 부대는 $500의 비용이 들며 분대원 수는 3명인 반면, 민병대는 $200이 들며 분대원은 9명이다.) 또 자기 지뢰는 접촉시 파괴력이 약하고, 그 연속적인 손상 버프도 수리 드론이 있으면 제거된다.

##### 새로운 유닛과 건물
- 레코너:기본적으로는 병력 수송 차량인 APC와 같다. 하지만 배치함으로써 벙커와 같이 활용할 수 있다. 다만, 한 번 배치되면 원래의 차량으로 돌아올 수 없으며 이동 중에는 공격이 불가능하다. 스콜피온 전차와 마찬가지로 도저 블레이드를 장착하여 적 보병들을 밟을 수 있다.
- 스펙터:전작 타이베리안 선에서 등장했던 포대와 같은 유닛이다. 하지만 보통 상태에서는 스텔스 상태로 이동을 숨길 수 있다. GDI 진영의 저거넛과 마찬가지로 섀도우 팀과의 조합으로 좀 더 멀리 공격이 가능하다.
- 케인의 목소리:보조 구조물에 있는 이 건물은 근접 아군 보병의 전투력을 향상시킨다.

#### 스크린 (Scrin)

##### 리퍼-17(Reaper-17)
충격 부단이라 할 수 있는 진영인데 장점은 지상 병사들의 화력이 다른 스크린 진영들에 비해 높다. 건 워커는 파편 워커로 대체되며, 어나힐레이터 트라이포드는 리퍼 트라이포드로 대체된다. 그리고 청색 타이베리움 파편 개량으로 파편 워커, 약탈자(래베저)와 포톤 캐논(파편 발사함)의 화력을 강화할 수 있고, 소형 역장으로 시커의 방어력도 상승한다. 또한 성장 가속기는 예전의 가속기의 능력을 보유하면서 타이베리움 스파이크처럼 소량의 자금도 지급한다. 대신 공중 유닛은 스톰라이더와 드론 십밖에 없고, 마스터마인드도 없다.

##### 트래블러-59(Traveler-59)
리퍼-17의 정반대의 전략을 선호하는 진영이다. 리퍼-17은 지상 충격 부단을 선호하지만 이 진영은 속도와 지배 기능 이용을 선호한다. 마스터마인드는 프로디지로 대체되며, 지역 지배 기능이 가능하다. 또 컬티스트도 배치할 수 있는데 컬티스트들은 적 지상 군단 (에픽 유닛과 건물 제외) 통제가 가능하다. 속도도 개량할 수 있다. 그로 약탈자가 아주 빨라져 치고 빠지는 전술이 애용된다. 자기장 실드가 없어 유닛의 장갑은 타 스크린 진영보다 떨어지나 고유한 속도 업그레이드로 인해 높은 기동성을 가지고 있다.

##### 새로운 유닛
- 약탈자:좀 더 강력한 보병 유닛이다. 타이베리움 동요 능력으로 적의 수확기나 정제소에게 더 치명적인 피해를 입힐수 있으며 트래블러-59의 경우 더욱 빨라 게릴라 전술에 유용하다.
- 기계 지네:처음 생산하면 머리 부분 하나만 존재한다. 하지만 대보병, 대장갑, 대공, 대건물 마디로 확장함으로써 강력한 화력을 보여준다.

## 평가
| 평가 |         |
| --- | ------- |
| 통합 점수 통합사 점수 메타크리틱 77% [ 1 ] 평론 점수 평론사 점수 1UP.com 9.1/10 [ 2 ] 게임 인포머 7.25/10 [ 3 ] 게임프로 4.5/5 [ 4 ] 게임스팟 7.5/10 [ 5 ] 게임스파이 3/5 [ 6 ] IGN 7.9/10 [ 7 ] OXM (US) 6.5/10 GameTap 8/10 [ 8 ] |         |
| 통합 점수 |         |
| 통합사 | 점수    |
| 메타크리틱 | 77%     |
| 평론 점수 |         |
| 평론사 | 점수    |
| 1UP.com | 9.1/10  |
| 게임 인포머 | 7.25/10 |
| 게임프로 | 4.5/5   |
| 게임스팟 | 7.5/10  |
| 게임스파이 | 3/5     |
| IGN | 7.9/10  |
| OXM (US) | 6.5/10  |
| GameTap | 8/10    |